# 維毗沙那
維毗沙那（英語：Vibhishana；梵語：विभीषण），是印度史诗《罗摩衍那》中十头罗刹王罗波那的兄弟。尽管身处罗波那阵营，理论上应与象征正义与法的羅摩一方作对，他却在《罗摩衍那》故事中协助了羅摩与哈奴曼击败了自己的兄弟罗波那。